# Natori Shunsen

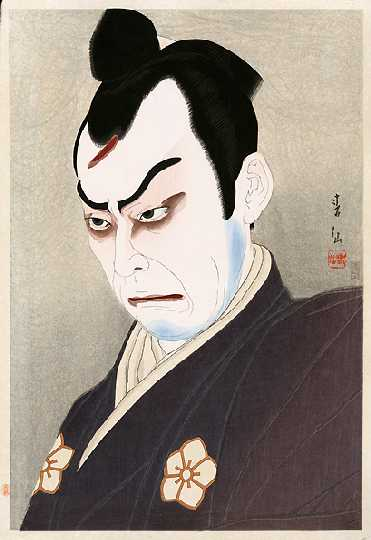
Der Kabuki-Darsteller Nakamura Kichiemon I. (1886–1956) als Akechi Mitsuhide. Druck von 1921.

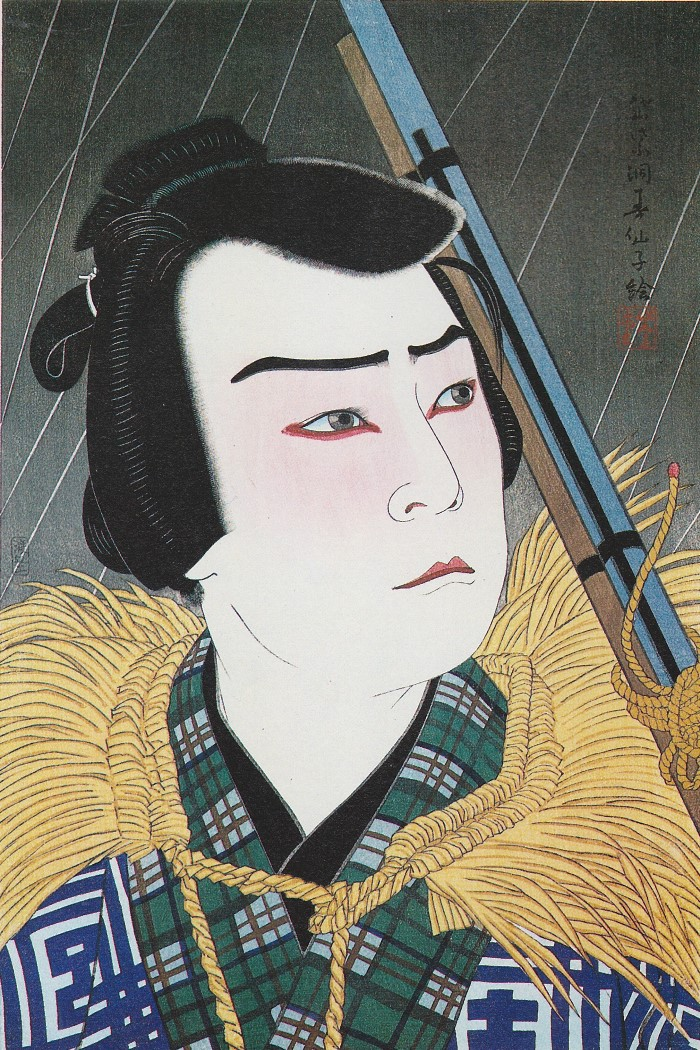
Onoue Kichigorō VI. als Hayano Kambei

Natori Shunsen (japanisch 名取 春仙;  7. Februar 1886 in Kushigata (heute: Minami-Alps) – 30. März 1960) war einer der letzten japanischen Holzschnitt-Künstler im Ukiyoe-Stil.

## Leben und Werk
Shunsen wurde in der Präfektur Yamanashi geboren, aber seine Familie zog schon im folgenden Jahr nach Tokyo. Ab 1897 studierte er Malerei unter Kubota Beisen (1852–1906) und unter seinem Nachfolger Kinsen (1875–1954). Er studierte auch unter Hirafuku Hyakusui, der großen Einfluss auf ihn hatte und ihn bewegte, sich der Künstlergruppe „Museikai“ anzuschließen, die für mehr Realismus der Nihonga-Richtung eintrat. Mit Ogawa Unsen (1868–1938) und anderen gründete er die Künstlervereinigung „Korallen-Gesellschaft“ (珊瑚会, Sango-kai), ging dann aber zur Tageszeitung Asahi Shimbun, für die er als Illustrator arbeitete. Daneben wurde er mit Buch-Illustrationen bekannt, u. a. gehörte Natsume Sōseki zu seinen Auftraggebern.
Während der Tätigkeit bei der Zeitung entwickelte Shunsen ein Interesse für Darstellungen von Kabuki-Schauspielern. Ab 1925 arbeitete er mit dem Kunsthändler und Verleger Watanabe Shōzaburō (1885–1962) zusammen, der eine Serie von 36 Schauspieler-Portraits von ihm publizierte. Die Blätter dieser sehr erfolgreichen Serie erschienen bis 1929, anschließend gestaltete Shunsen bis 1931 als Ergänzung 15 weitere Blätter. 
Shunsen bevorzugte bei der Darstellung der Schauspieler die Ōkubi-Gestaltung, also das Brustbild. Das erlaubte ihm, den Gesichtsausdruck der Schauspieler in expressionistischer Manier darzustellen. Seine letzte Serie „Derzeitige Schauspieler in Dramen der Gegenwart“ (30 Blätter) wurde 1951 bis 1954 publiziert, aber seine Arbeitskraft sank. Als dann seine 22-jährige Tochter 1958 plötzlich starb, nahmen er und seine zweite Frau sich zwei Jahre später das Leben.
In seiner Heimatstadt befindet sich das Shunsen-Museum (春仙美術館, Shunsen bijutsukan).